# Coren
Coren – miejscowość i gmina we Francji, w regionie Owernia-Rodan-Alpy, w departamencie Cantal.
Według danych na rok 1990 gminę zamieszkiwało 419 osób, a gęstość zaludnienia wynosiła 25 osób/km² (wśród 1310 gmin Owernii Coren plasuje się na 455. miejscu pod względem liczby ludności, natomiast pod względem powierzchni na miejscu 567.).